# Pentangle
Pentangle est un groupe britannique folk créé en 1967 par les deux guitaristes John Renbourn et Bert Jansch. 

## Historique
Dans sa configuration initiale, avec la chanteuse Jacqui McShee, le contrebassiste Danny Thompson et le batteur Terry Cox, le groupe enregistre six albums jusqu'en 1972, date à laquelle a lieu la première séparation.
Depuis 1983, la dénomination Pentangle a recouvert des configurations du groupe à géométrie variable, même de la part des membres fondateurs. Mais dans son essence, le groupe a continué à produire et à donner des concerts.
Pentangle se caractérise par un travail uniquement acoustique, dans la veine du folk revival des années 1970, comme Mélusine en France.

## Discographie
- The Pentangle (en) (1968)
- Sweet Child (en) (1968)
- Basket of Light (1969)
- Cruel Sister (en) (1970)
- Reflection (en) (1971)
- Solomon's Seal (en) (1972)
- Open The Door (en) (1985)
- So Early In The Spring (en) (1990)
- In The Round (en) (1990)
- Think of Tomorrow (en) (1991)
- One More Road (en) (1993)
- Live 1994 (en) (1995)

### Compilations
- This is Pentangle (1971)
- History Book (1972)
- Pentangling (1973)
- The Pentangle Collection (1975)
- Anthology (1978)
- In Your Mind (1978)
- ... at their best (1982 - 2 CD)
- A Maid That's Deep In Love (1988)
- The Collection (1988)
- People On The Highway (1992)
- Early Classics (1992)
- Anniversary (1992)
- Live At The BBC (1995)
- On Air (1997)
- Light Flight (1997)
- At The Little Theatre (2000)
- The Pentangle Family (2000)
- Heritage (2001)
- Passe Avant & At The Little Theatre  (2005 - 2 CD)

### DVD
- Pentangle : Captured Live (2003)
- Jacqui McShee : Pentangle in Concert (2007)
- Folk Rock Legends (Steeleye Span et Pentangle) (2003)

## Formation Présente
- Jacqui McShee : Chant (1968-1973, 1981–présent)
- Alan Thomson : Guitare, basse, (1995-présent)
- Spencer Cozens : Claviers (1995-présent)
- Gary Foote :  Flûte, saxophone (2002-présent)
- Gerry Conway : Batterie (1987-présent)

## Anciens membres
- Bert Jansch : Guitare, chant (1968-1973, 1981-1995; reunions - 2008, 2011; Décédé en 2011)
- John Renbourn : Guitare, chant (1968-1973, 1981-1982; reunions - 2008, 2011; Décédé en 2015)
- Danny Thompson : Contrebasse (1968-1973, 1981-1986; reunions - 2008, 2011)
- Terry Cox : Batterie (1968-1973, 1981-1987; reunions - 2008, 2011)
- Mike Piggott :  Violon, guitare (1982-1989)
- Peter Kirtley : Guitare, chant (1990-1995)
- Nigel Portman Smith : Claviers, basse (1986-1995)
- Rod Clements : Mandoline, guitare (1989-1990)
- Jerry Underwood : Saxophone (1995-2002; Décédé en 2002)